# Dorfkirche Neu Schadow
Die Dorfkirche Neu Schadow ist eine evangelische Saalkirche im zur Gemeinde Märkische Heide gehörenden Dorf Neu Schadow in Brandenburg. Sie gehört zum Evangelischen Pfarrsprengel Krausnick-Neu Schadow im Kirchenkreis Niederlausitz.

## Lage
Der Sakralbau liegt südwestlich des Dorfzentrums am Schafbrückenweg, der in südwestlicher Richtung verläuft und nach wenigen hundert Metern vor dem Jänickens Graben, einem Entwässerungsgraben endet.

## Geschichte
Das Dorf wurde bereits 1747 durch Friedrich den Großen gegründet, in dem er Kolonisten ansiedelte. Doch erst über 100 Jahre später wurde das Bauwerk im Jahr 1856 errichtet. 1966 führte die Kirchengemeinde eine Restaurierung durch.

## Architektur

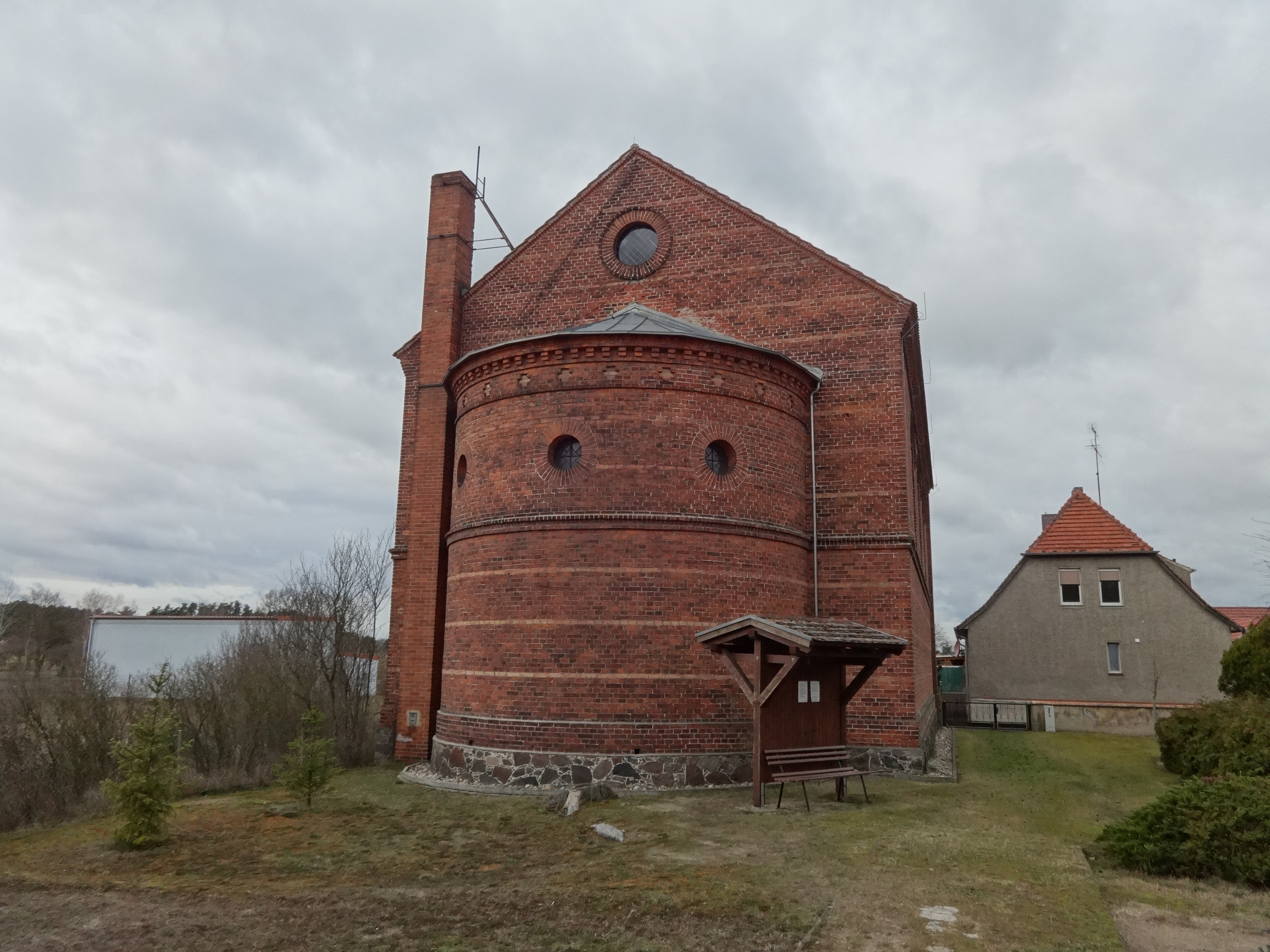
Ansicht von Osten

Die Kirche entstand im Rundbogenstil der Schinkelschule. Das Bauwerk fußt auf einem Sockel, der aus unregelmäßig geschichteten und nicht behauenen Feldsteinen gebaut wurde. Die nördliche und südliche Wand des Kirchenschiffs ist vergleichsweise massiv ausgeführt: Die Handwerker verwendeten überwiegend rote Backsteine, die in mehreren parallel angeordneten Lagen durch gelbe Backsteine ergänzt wurden. In der unteren Hälfte der Wand verzichteten die Baumeister auf jegliche Fensteröffnungen. Dadurch wirkt das Bauwerk deutlich größer und länger. Ein umlaufendes Gesims trennt optisch den unteren Bereich der Wand vom oberen. Dort befinden sich drei symmetrisch auf die Fassade verteilte Rundbogenfenster. An der Ostseite ist eine eingezogene, halbrunde Apsis. Auch sie ist mit dem charakteristischen rötlich-gelben Muster aus Backsteinen gegliedert. An Stelle der Rundbogenfenster sind hier drei kreisförmige Fenster eingebaut. Die östliche Wand wie auch der Giebel wurden ebenfalls aus Mauersteinen errichtet. An der südlichen Seite ist ein Kamin angebaut, der über den Dachfirst reicht. Im Giebel ist ein größeres, rundes Fenster. Der Zugang erfolgt über ein rundbogenförmiges Portal an der Westseite des Bauwerks. Vier Stufen führen zu einer doppelflügeligen Tür. Darüber sind zwei rundbogenförmige Öffnungen sowie im Giebel ebenfalls eine kreisförmige Öffnung. Ein Turm existiert nicht; jedoch erhöhten die Baumeister den Giebel durch einen Dachreiter. In ihm befindet sich eine Glocke; er schließt mit einem Kreuz ab.

## Ausstattung
Die Ausstattung ist schlicht und stammt noch aus der Bauzeit der Kirche. Der Kanzelaltar steht in der um zwei Stufen gegenüber dem Schiff erhöhten Apsis. Der Korb der Kanzel, zu dem von links und rechts jeweils ein Aufgang empor führt, ist polygonal und ohne Schalldeckel. In der nordöstlichen Ecke des Schiffs steht ein hölzerner Pfarrstuhl mit durchbrochenen Fenstern. Auch die sechseckige, hölzerne Taufe stammt noch aus der Bauzeit der Kirche. Das Kircheninnere wird von einer flachen Balkendecke bedeckt. Zur Apsis hin steht ein Rundbogen. Eine kurze Hufeisenempore wird von Säulen gestützt. Die Kirche verfügt über eine kleine Orgel mit einem Manual und Pedal.
Von 1876 bis 1879 war der Theologe und geistliche Schriftsteller Otto Riemann in der Kirche als Prediger tätig.